# Powodzianka
Powodzianka – pomnik autorstwa wrocławskiego rzeźbiarza Stanisława Wysockiego upamiętnia wysiłek wrocławian w walce z powodzią tysiąclecia w lipcu 1997. Przedstawia kobietę dźwigającą książki. Został odsłonięty w pierwszą rocznicę powodzi. 
Pomnik oddaje hołd wszystkim bezimiennym wolontariuszom, którzy przez wiele dziesiątków godzin zabezpieczali miasto, jego zabytki i dorobek przed katastrofalną falą powodziową – tak jak osoby ratujące przed zalaniem zasoby biblioteczne Uniwersytetu Wrocławskiego, zagrożone płynącą tuż obok rzeką. Wysiłek ten okazał się skuteczny – mimo niemałych szkód materialnych najcenniejsze zasoby miasta nie zostały stracone.
Pomnik wystawiony jest przy wschodnim przylądku wyspy Kępa Mieszczańska, w miejscu rozwidlenia rzeki Odra na dwa ramiona: Odrę Południową i Odrę Północną, przy Mostach Uniwersyteckich, niespełna sto metrów od gmachu głównego Uniwersytetu Wrocławskiego.